# Raimondo Ponte
Raimondo Ponte (ur. 4 kwietnia 1955 w Windisch) – szwajcarski piłkarz grający na pozycji napastnika. W swojej karierze rozegrał 34 mecze w reprezentacji Szwajcarii, w których strzelił 2 gole.

## Kariera piłkarska
Swoją karierę piłkarską Ponte rozpoczął w klubie Windisch. W 1970 roku został zawodnikiem FC Aarau. W 1972 roku awansował do kadry pierwszego zespołu i w sezonie 1972/1973 zadebiutował w jego barwach w drugiej lidze szwajcarskiej. W 1974 roku odszedł do pierwszoligowego Grasshoppers Zurych. W sezonie 1977/1978 wywalczył z nim mistrzostwo Szwajcarii, a w sezonie 1979/1980 został wicemistrzem tego kraju.
Latem 1980 roku Ponte przeszedł do Nottingham Forest. 15 sierpnia 1980 zadebiutował w nim w Division One w przegranym 0:2 wyjazdowym meczu z Tottenhamem Hotspur. W Nottingham grał przez sezon.
W 1981 roku Ponte został zawodnikiem Bastii. W jej barwach swój debiut zaliczył 23 lipca 1981 w zwycięskim 1:0 domowym meczu z RC Lens. W Bastii, podobnie jak w Nottingham, grał przez rok.
Latem 1982 roku Ponte wrócił do Grasshoppers. W sezonie 1982/1983 wywalczył z nim dublet - mistrzostwo oraz Puchar Szwajcarii. W sezonie 1983/1984 obronił z Grasshoppers tytuł mistrzowski. W sezonie 1987/1988 zdobył krajowy puchar. W latach 1988–1991 grał w drugoligowym FC Baden, w którym zakończył karierę.
| Sezon   | Klub                | Kraj       | Rozgrywki      | Mecze | Gole |
| ------- | ------------------- | ---------- | -------------- | ----- | ---- |
| 1972/73 | FC Aarau            | Szwajcaria | Nationalliga B | 17    | 1    |
| 1973/74 | FC Aarau            | Szwajcaria | Nationalliga B | ?     | ?    |
| 1974/75 | Grasshoppers Zurych | Szwajcaria | Nationalliga A | ?     | ?    |
| 1975/76 | Grasshoppers Zurych | Szwajcaria | Nationalliga A | ?     | ?    |
| 1976/77 | Grasshoppers Zurych | Szwajcaria | Nationalliga A | ?     | ?    |
| 1977/78 | Grasshoppers Zurych | Szwajcaria | Nationalliga A | ?     | ?    |
| 1978/79 | Grasshoppers Zurych | Szwajcaria | Nationalliga A | 30    | 5    |
| 1979/80 | Grasshoppers Zurych | Szwajcaria | Nationalliga A | 35    | 7    |
| 1980/81 | Nottingham Forest   | Anglia     | Division One   | 17    | 3    |
| 1981/82 | SC Bastia           | Francja    | Division 1     | 29    | 3    |
| 1982/83 | Grasshoppers Zurych | Szwajcaria | Nationalliga A | 26    | 11   |
| 1983/84 | Grasshoppers Zurych | Szwajcaria | Nationalliga A | 30    | 12   |
| 1984/85 | Grasshoppers Zurych | Szwajcaria | Nationalliga A | 24    | 5    |
| 1985/86 | Grasshoppers Zurych | Szwajcaria | Nationalliga A | 28    | 2    |
| 1986/87 | Grasshoppers Zurych | Szwajcaria | Nationalliga A | 29    | 0    |
| 1987/88 | Grasshoppers Zurych | Szwajcaria | Nationalliga A | 32    | 3    |
| 1988/89 | FC Baden            | Szwajcaria | Nationalliga B | 12    | 0    |
| 1989/90 | FC Baden            | Szwajcaria | Nationalliga B | 31    | 6    |
| 1990/91 | FC Baden            | Szwajcaria | Nationalliga B | ?     | ?    |

## Kariera reprezentacyjna
W reprezentacji Szwajcarii Ponte zadebiutował 4 kwietnia 1978 w przegranym 0:1 towarzyskim meczu z Austrią, rozegranym w Bazylei. W swojej karierze grał w eliminacjach do Euro 80, do Euro 84 i eliminacjach do MŚ 1986. Od 1978 do 1984 roku rozegrał w kadrze narodowej 34 mecze, w których strzelił 2 gole.

## Kariera trenerska
Po zakończeniu kariery piłkarskiej Ponte został trenerem. Prowadził takie kluby jak: FC Baden, FC Zürich (zdobył z nim Puchar Szwajcarii w sezonie 1999/2000), FC Luzern, Carrarese Calcio, FC Wohlen, SC Young Fellows Juventus, FC Chiasso, AC Bellinzona, FC Lugano i FC Sion. W 2015 został zatrudniony w FC Aarau.